# Stara Synagoga w Przemyślu

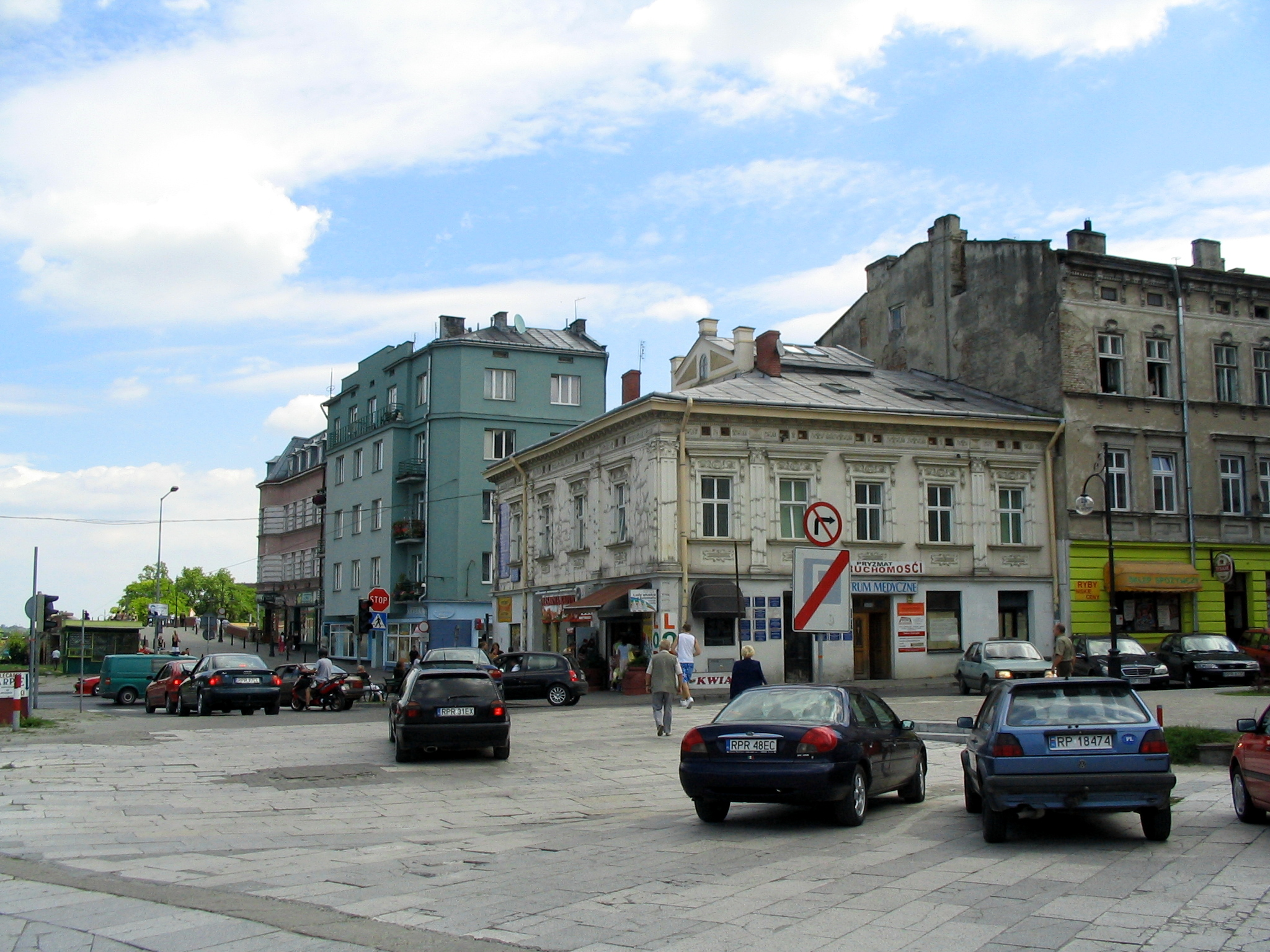
Miejsce, w którym znajdowała się synagoga

Stara Synagoga w Przemyślu – nieistniejąca synagoga znajdująca się w Przemyślu przy ulicy Jagiellońskiej 33, w centrum dawnej dzielnicy żydowskiej. Przez około 350 lat była centrum duchowym, socjalnym oraz edukacyjnym przemyskich Żydów.

## Historia
Synagoga została zbudowana w latach 1592–1594 na miejscu najstarszej przemyskiej bożnicy. Zezwolenie na jej budowę bożnicy wydał biskup przemyski Wawrzyniec Goślicki. Synagoga była usytuowana wewnątrz miasta tuż przy murach obronnych, do których pierwotnie przylegała. Pracami budowlanymi kierował Andreas Bononiusz, włoski architekt oraz budowniczy fortyfikacji.
W 1746 studenci jezuiccy dokonali napadu na dzielnicę żydowską, rabując domy tam znajdujące się. Obrabowali i zniszczyli również wnętrze starej synagogi. Największej profanacji dokonano na Aron ha-kodesz, który legł w gruzach oraz na zwojach Tory, które podarto i następnie porozrzucano po ulicach. Zniszczeniu uległo również większą część archiwum, które zawierały bezcenne dokumenty oraz akty gminy żydowskiej. Tylko niewielka część cudem ocalała. W związku z pogromem dokonanym w 1746, zakon Jezuitów wypłacił rekompensatę w postaci 15 000 polskich Guldenów, za które naprawiono wyrządzone szkody.
W latach 1910–1914 synagoga została odrestaurowana pod kierunkiem architekta Tadeusza Mokłowskiego. W 1934 bożnica została wpisana do rejestru zabytków. Podczas II wojny światowej została uszkodzona podczas walk. W 1941 zniszczeń dopełnili hitlerowcy, wysadzając bimę w powietrze.
W 1956, ówczesne władze miasta nakazały rozebrać ruiny synagogi, mimo sprzeciwu konserwatora zabytków, który miał w planach odbudowanie zabytku. Obecnie na miejscu synagogi znajduje się pusty plac, na którym parkują samochody.

## Architektura
Murowana synagoga została wzniesiona na planie prostokąta w stylu renesansowym. Pierwotnie jedynym pomieszczeniem była prostokątna sala główna, w której na ścianach znajdowały się malowidła o wysokiej wartości artystycznej z 1840. Przedstawiały one m.in. sceny biblijne, krajobrazy, inskrypcje i modlitwy hebrajskie oraz zwierzęta.
Na środku znajdowały się cztery kolumny zwieńczonymi korynckimi głowicami, między którymi znajdowała się bima. Na wschodniej ścianie znajdował się skromny, renesansowy Aron ha-kodesz, zwieńczony trójkątnym przyczółkiem, podparty czterema kolumienkami.
W późniejszych latach do synagogi dobudowano szereg przybudówek, czego efektem końcowym była skomplikowana bryła budynku. W częściach dobudowanych znajdowały się: jesziwa, sala do studiowania Tory, dwie sale modlitwy i siedziba minjanu krawców. Podczas restauracji w 1910, dodano renesansową, grzebieniową attykę od strony ulicy Jagiellońskiej